# Ferocactus glaucescens
Ferocactus glaucescens là một loài thực vật có hoa trong họ Cactaceae. Loài này được (DC.) Britton & Rose mô tả khoa học đầu tiên năm 1922.

## Hình ảnh

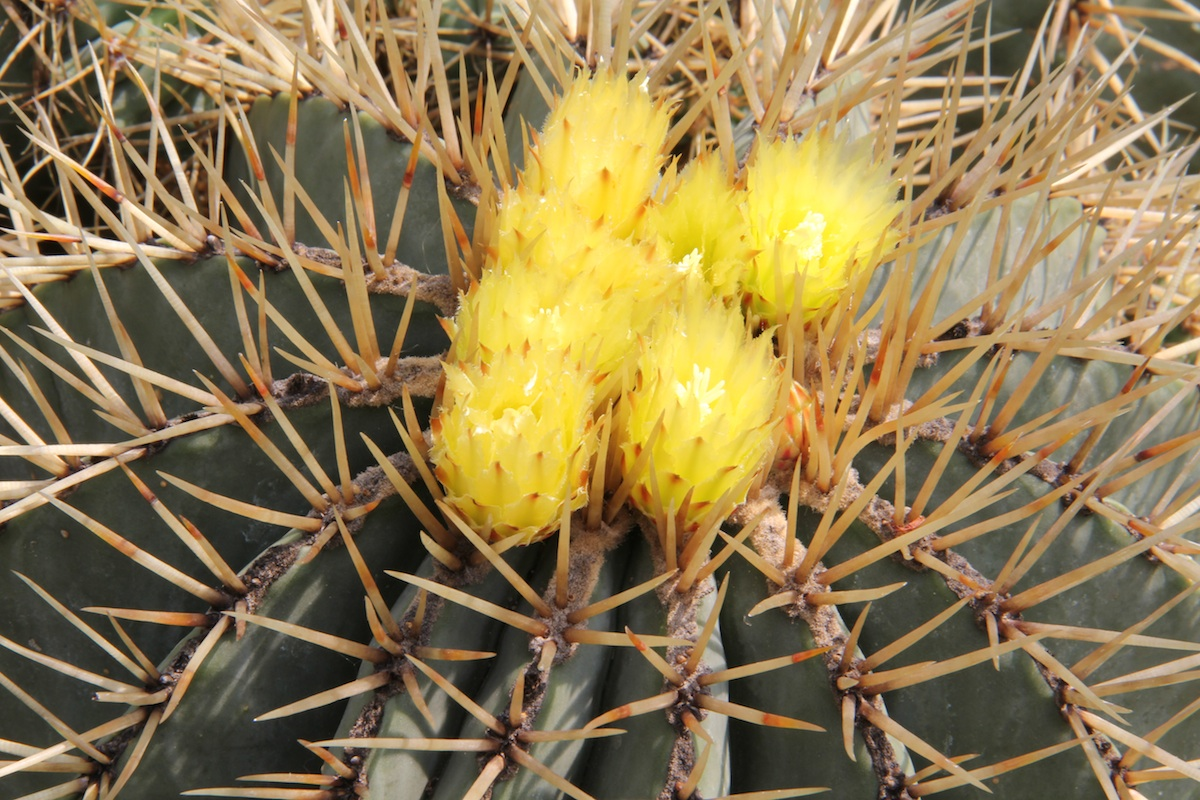
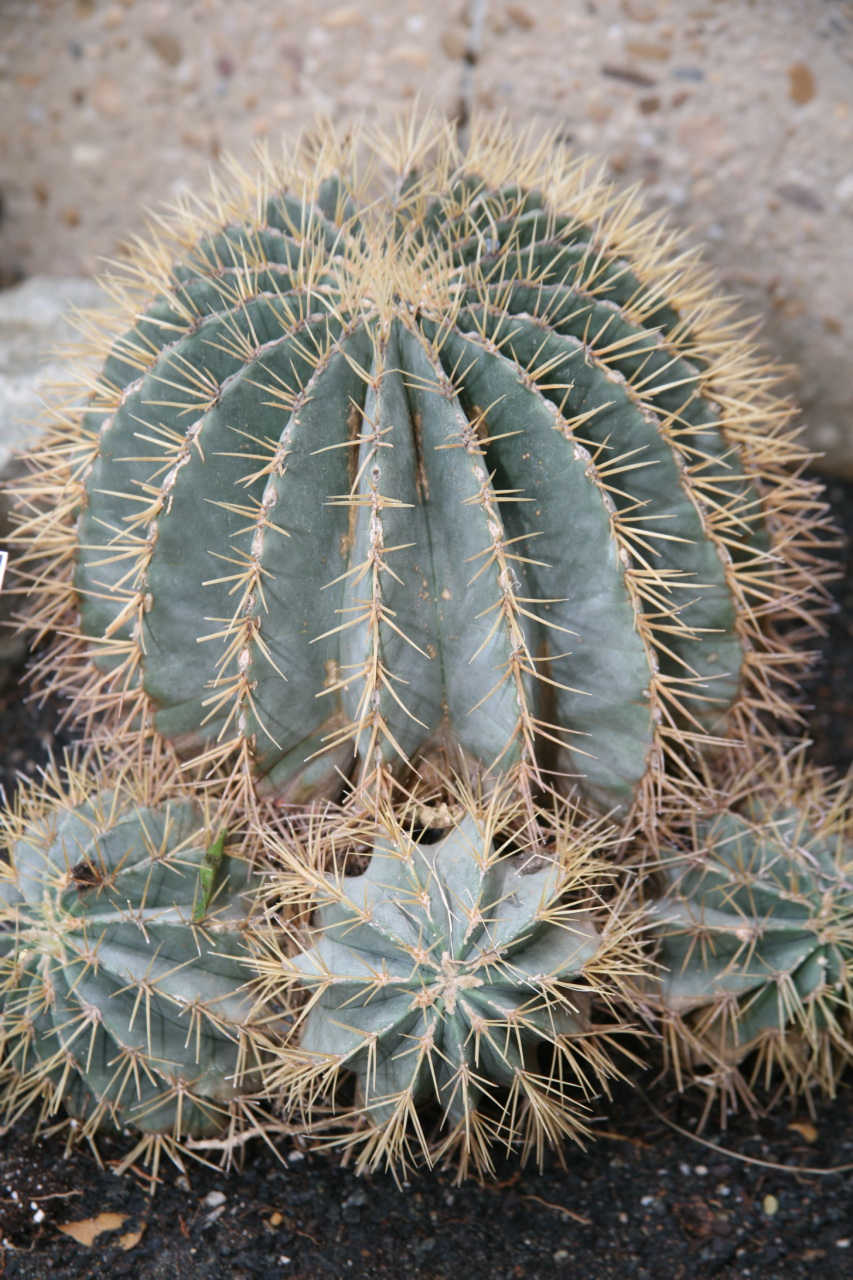
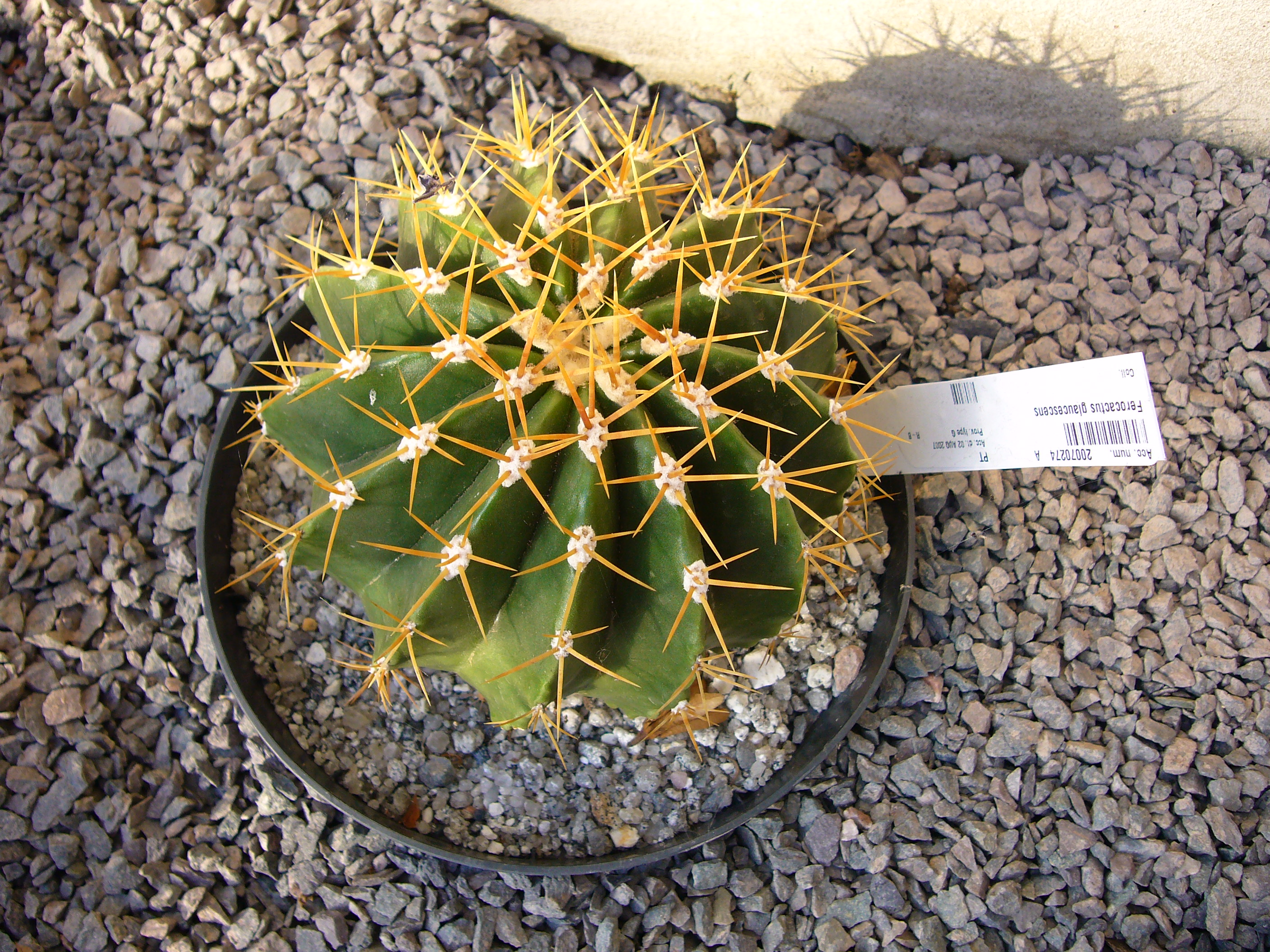
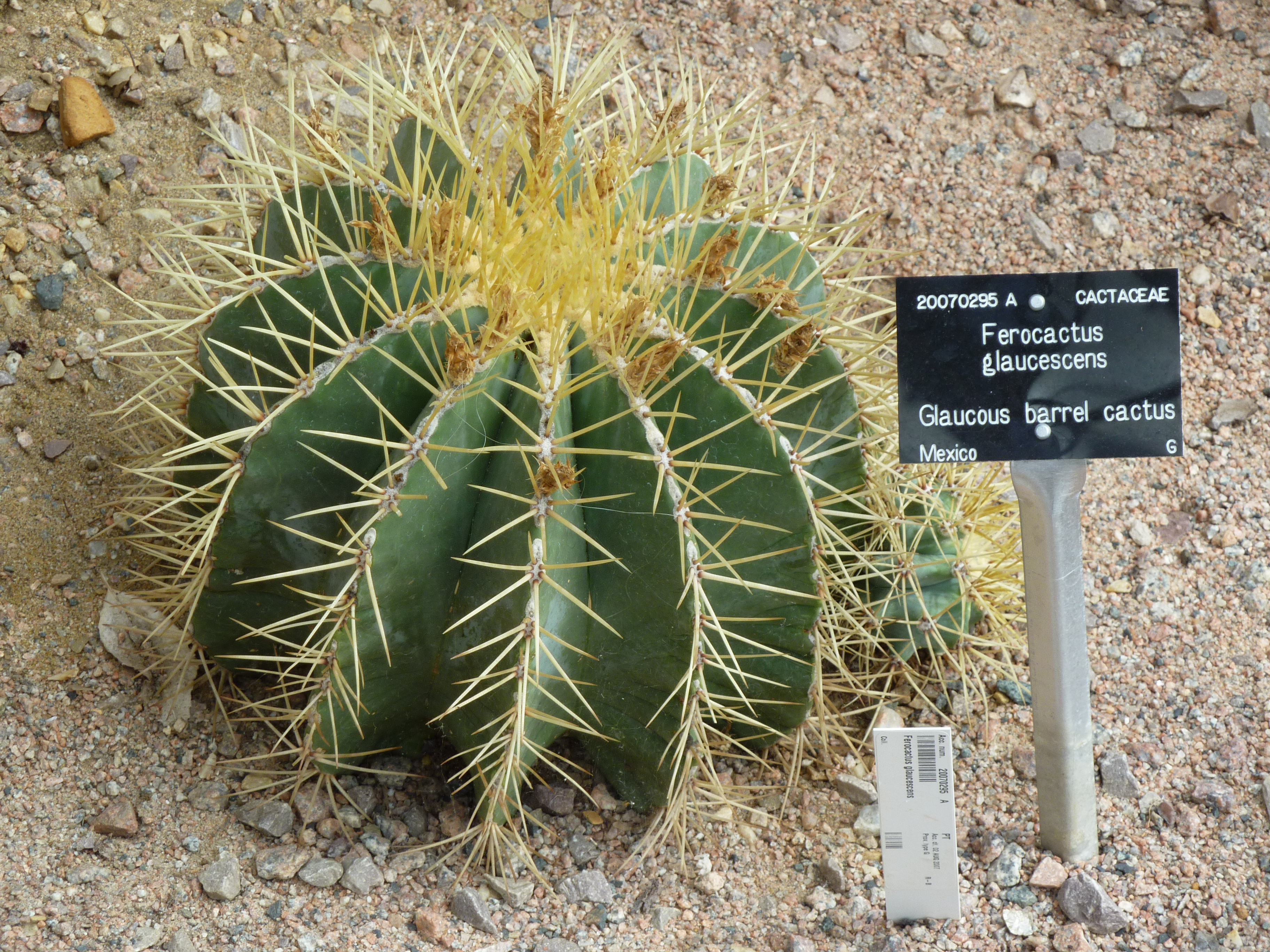